# 2011-es magyar tornászbajnokság
2011. szeptember 10. és szeptember 11. között rendezték a tornászok Swietelsky-Vasúttechnika-kupáért kiírt országos bajnokságát a budapesti Tornacsarnokban.
Mind a férfiak, mind a nők számára az ob a második vb-válogató is egyben, ami azt jelenti, hogy itt válhat véglegessé az októberi tokiói olimpiai kvalifikációs világbajnokságon részt vevő magyar csapat. A válogatott versenyzők számára ez az utolsó hazai viadal a vb előtt.
Az első napon az egyéni összetett viadalt, míg a másodikon a szerenkénti döntőket rendezték meg.

## Versenyszámok

### Férfiak

#### Egyéni összetett
Az összetett verseny eredménye:
| # | Tornász          | Klub               | Össz.  |
| - | ---------------- | ------------------ | ------ |
|   | Hidvégi Vid      | KSI SE             | 84,050 |
|   | Rácz Attila      | FTC Ybl Tervező    | 83,500 |
|   | Vlacsil Attila   | FTC Ybl Tervező    | 83,350 |
| 4 | Babos Ádám       | FTC Ybl Tervező    | 82,250 |
| 5 | Kállai Zoltán    | BHSE               | 81,500 |
| 6 | Vecsernyés Dávid | Bercsényi DSE Győr | 80,200 |

#### Talaj
Az eredmények:
| # | Tornász          | Klub               | Össz.  |
| - | ---------------- | ------------------ | ------ |
|   | Kállai Zoltán    | BHSE               | 13,400 |
|   | Mihók Ádám       | BHSE               | 13,300 |
|   | Babos Ádám       | FTC Ybl Tervező    | 13,000 |
| 4 | Vadászfi Ákos    | KSI SE             | 12,900 |
| 5 | Rácz Attila      | FTC Ybl Tervező    | 12,750 |
| 6 | Vecsernyés Dávid | Bercsényi DSE Győr | 12,600 |

#### Lólengés
| # | Tornász         | Klub            | Össz.  |
| - | --------------- | --------------- | ------ |
|   | Berki Krisztián | UTE             | 16,000 |
|   | Hidvégi Vid     | KSI SE          | 15,100 |
|   | Rácz Attila     | FTC Ybl Tervező | 13,800 |
| 4 | Vlacsil Attila  | FTC Ybl Tervező | 13,750 |
| 5 | Babos Ádám      | FTC Ybl Tervező | 13,550 |
| 6 | Kállai Zoltán   | BHSE            | 13,350 |

#### Gyűrű
| # | Tornász        | Klub            | Össz.  |
| - | -------------- | --------------- | ------ |
|   | Rácz Attila    | FTC Ybl Tervező | 14,300 |
|   | Kovács Attila  | BHSE            | 14,150 |
|   | Vadászfi Ákos  | KSI SE          | 13,850 |
| 4 | Vlacsil Attila | FTC Ybl Tervező | 13,450 |
| 5 | Mihók Ádám     | BHSE            | 13,300 |
| 6 | Babos Ádám     | FTC Ybl Tervező | 12,900 |

#### Ugrás
| # | Tornász        | Klub            | Össz.  |
| - | -------------- | --------------- | ------ |
|   | Vlacsil Attila | FTC Ybl Tervező | 13,675 |
|   | Mihók Ádám     | BHSE            | 13,575 |
|   | Kállai Zoltán  | BHSE            | 13,500 |
| 4 | Babos Ádám     | FTC Ybl Tervező | 13,225 |

#### Korlát
| # | Tornász          | Klub               | Össz.  |
| - | ---------------- | ------------------ | ------ |
|   | Hidvégi Vid      | KSI SE             | 14,200 |
|   | Rácz Attila      | FTC Ybl Tervező    | 14,150 |
|   | Vecsernyés Dávid | Bercsényi DSE Győr | 13,800 |
| 4 | Babos Ádám       | FTC Ybl Tervező    | 13,500 |
| 5 | Vlacsil Attila   | FTC Ybl Tervező    | 13,400 |
| 6 | Mihók Ádám       | BHSE               | 12,100 |

#### Nyújtó
| # | Tornász          | Klub               | Össz.  |
| - | ---------------- | ------------------ | ------ |
|   | Vecsernyés Dávid | Bercsényi DSE Győr | 14,250 |
|   | Mihók Ádám       | BHSE               | 13,550 |
|   | Kállai Zoltán    | BHSE               | 13,450 |
| 4 | Babos Ádám       | FTC Ybl Tervező    | 13,000 |
| 5 | Vlacsil Attila   | FTC Ybl Tervező    | 10,950 |

### Nők

#### Egyéni összetett
Az összetett verseny eredménye:
| # | Tornász          | Klub                     | Össz.  |
| - | ---------------- | ------------------------ | ------ |
|   | Csillag Tünde    | Delfin SI SE Szombathely | 52,800 |
|   | Divéky Luca      | KSI SE                   | 52,600 |
|   | Lónai Hajnalka   | TC Békéscsaba            | 51,200 |
| 4 | Gombás Laura     | BHSE                     | 50,900 |
| 5 | Nagy Orsolya     | Postás SE                | 48,000 |
| 6 | Szabadfi Szlivia | Postás SE                | 46,400 |

#### Ugrás
Az eredmények:
| # | Tornász          | Klub                     | Össz.  |
| - | ---------------- | ------------------------ | ------ |
|   | Csillag Tünde    | Delfin SI SE Szombathely | 13,750 |
|   | Divéky Luca      | KSI SE                   | 13,550 |
|   | Nagy Orsolya     | Postás SE                | 13,450 |
| 4 | Gombás Laura     | BHSE                     | 13,300 |
| 5 | Lónai Hajnalka   | TC Békéscsaba            | 12,925 |
| 6 | Szabadfi Szilvia | Postás SE                | 12,475 |

#### Felemás korlát
| # | Tornász        | Klub                     | Össz.  |
| - | -------------- | ------------------------ | ------ |
|   | Böczögő Dorina | TC Békéscsaba            | 13,950 |
|   | Csillag Tünde  | Delfin SI SE Szombathely | 12,800 |
|   | Nagy Orsolya   | Postás SE                | 12,300 |
| 4 | Divéky Luca    | KSI SE                   | 12,200 |
| 5 | Gombás Laura   | BHSE                     | 11,800 |
| 6 | Lónai Hajnalka | TC Békéscsaba            | 10,800 |

#### Gerenda
| # | Tornász        | Klub                     | Össz.  |
| - | -------------- | ------------------------ | ------ |
|   | Böczögő Dorina | TC Békéscsaba            | 13,850 |
|   | Gombás Laura   | BHSE                     | 13,450 |
|   | Divéky Luca    | KSI SE                   | 13,050 |
| 4 | Lónai Hajnalka | TC Békéscsaba            | 11,650 |
| 5 | Tóth Renáta    | FTC                      | 11,650 |
| 6 | Csillag Tünde  | Delfin SI SE Szombathely | 10,750 |

#### Talaj
| # | Tornász          | Klub                     | Össz.  |
| - | ---------------- | ------------------------ | ------ |
|   | Csillag Tünde    | Delfin SI SE Szombathely | 13,750 |
|   | Lónai Hajnalka   | TC Békéscsaba            | 12,900 |
|   | Divéky Luca      | KSI SE                   | 12,650 |
| 4 | Tóth Renáta      | FTC                      | 12,550 |
| 5 | Szabadfi Szilvia | Postás SE                | 11,900 |
| 6 | Nagy Orsolya     | Postás SE                | 11,150 |